# الجيل الصامت

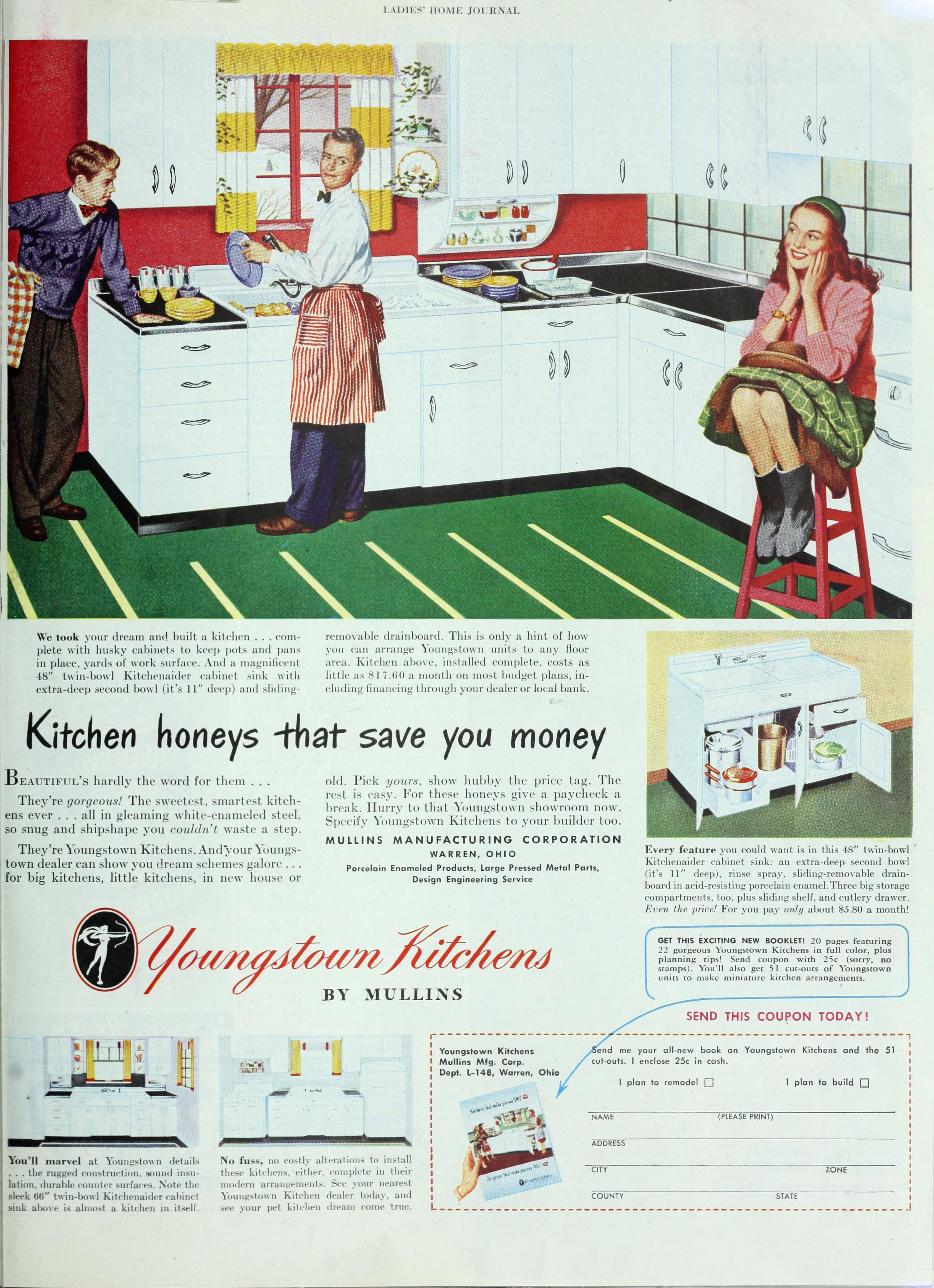

الجيل الصامت هي تسمية لجيل من الأمريكيين ولدوا في الحقبة بين 1925–1942 وتحديدًا خلال فترة الكساد الكبير والحرب العالمية الثانية. يطلق هذا المسمى في الأصل على أحد أجيال أمريكا الشمالية ولكنه أطلق أيضًا في أوروبا الغربية، وأسترالاسيا وأمريكا الجنوبية. ويشمل معظم أولئك الذين اشتركوا في الحرب الكورية.

## المصطلحات
تم صياغة المسمى «الجيل الصامت» للمرة الأولى في 5 نوفمبر 1951 في المقالة الرئيسية لمجلة تايم في إشارة إلى الجيل الذي سيبلغ سن الرشد، وولد خلال حقبة الكساد الكبير والحرب العالمية الثانية، بما في ذلك معظم الذي خاضوا الحرب الكورية. ذكرت المقالة أن هذا الجيل يتميز بأنه متواضع ويؤمن بالجبرية، وتقليدي، ويتمتع بأخلاق متناقضة، ويتوقع الإحباط على الرغم من رغبته في الإيمان، وبالنسبة للنساء فإنهم يرغبون في الحصول على مهنة وعائلة. وأكدت على أن: «الشباب اليوم ينتظرون يد القدر أن تربت على أكتفاهم، في الوقت الذي يعملون فيه بجد ولا يتفوهون بكلمة تقريبًا. فالحقيقة المذهلة حول جيل الشباب صمته. مع بعض الاستثناءات النادرة، لم يكن الشباب قريبًا بأي حال من المنصة. وبالمقارنة مع مرحلة الشباب المتقد لآبائهم، وأمهاتهم، فإن جيل الشباب الحالي لا يزال وهجه ثابتًا وصغيرًا. فهو جيل لا يصدر بيانات، ولا يلقي خطابات، أو يحمل ملصقات. ولهذا أطلق عليه 'الجيل الصامت'.»
ثم ترسخت هذه العبارة بعد تعليق وليام مانشستر أن أفراد هذا الجيل يتسمون «بالانطوائية، والحذر، والخيال المحدود، واللا مبالاة، وعدم المغامرة، والصمت.» استخدم المسمى شتراوس وهاو] في كتابهما أجيال لوصف هذا الجيل في الولايات المتحدة الذي ولد في الفترة بين 1925 و1942. ويعرف هذا الجيل أيضًا باسم جيل ما بعد الحرب والباحثين، وعندما لا يتم إهماله يوضع في نفس الفئة مع G.I. أو الجيل الأعظم.
وفي إنجلترا تم تسميته «جيل الغارات الجوية» لأن الأطفال ترعرعوا وسط تبادل إطلاق النار خلال الحرب العالمية الثانية.

## القلة المحظوظة
أطلق إلوود كارلسون على هذا الجيل أيضًا اسم «القلة المحظوظة» في كتاب صدر عام 2008 بعنوان القلة المحظوظة: بين الجيل الأعظم وطفرة المواليد. وكارلسون هو أستاذ تشارلز نام في علم اجتماع السكان في جامعة ولاية فلوريدا. فقد كان مدير مركز جامعة ولاية فلوريدا للديموغرافيا وصحة السكان من 2003 وحتى 2007.
وفي وصف للكتاب يقول الناشر: «أصبحت القلة المحظوظة أول أجيال أمريكا الذي يكون أصغر من سابقه، وأكثر أجيال أمريكا حظًا على الإطلاق. عندما كانوا أطفالاً حظوا بأكثر العائلات استقرارًا في تاريخ الأمة. تزوجت نساء القلة المحظوظة في وقت مبكر من أي جيل لهذا القرن وساعدوا في حدوث طفرة المواليد، كما كان حظهم في التعليم أفضل مقارنة بالأجيال السابقة. بينما أحرز رجال القلة المحظوظة أعظم مكاسب القرن في التعليم، وجنوا ما قدمه القدامى مثل الجيل الأعظم ولكنهم خدموا في وقت السلام بخسائر محدودة، واقتربوا من تحقيق العمالة الكاملة، وقادوا الاتجاه نحو التقاعد المبكر. وأكثر من أي جيل مضى، حقق رجال القلة المحظوظة تقدمًا في الوظائف المهنية ووظائف الياقات البيضاء، بينما ركزت النساء أكثر على عمل الياقات الوردية. حتى في التقاعد والشيخوخة بقيت القلة المحظوظة في المكان المناسب في الوقت المناسب».
عرف ويليام شتراوس ونيل هاو في كتاب أجيال الجيل الصامت/القلة المحظوظة بأنه جيل فنان/متكيف. ولد جيل الفنان (أو المتكيف) خلال الأزمة، قضى فترة بلوغه في الازدهار الجديدة، ومنتصف العمر في الصحوة، وشيخوخته في الانحلال. وقد كان قادة هذا الجيل من المدافعين عن العدل وسياسة الاندماج، ولم يكن من الممكن كبته في أعقاب الفشل.